# Ярден (книга)
Ярден — повесть шведского писателя Кристиана Лундберга, опубликованная в 2009 году. Книга представляет собой дневниковую прозу поэта, который в силу жизненных обстоятельств был вынужден пойти работать в порт Мальмё. Описания труда подёнщиков перемежаются воспоминаниями о собственном прошлом и минувших днях города, о детстве в рабочих районах под опекой душевнобольной матери.
Книга была переведена на ряд европейских языков, в том числе на русский (2016) и чувашский (2017) языки.
Повесть была экранизирована и адаптирована для сцены. Фильм Монса Монсона «Ярден» вышел в прокат в 2016 году. Моноспектакль по мотивам повести был поставлен в городском театре Мальмё в 2012 году.

## Критика и награды
Литературные критики встретили книгу благосклонно, увидев в ней продолжение традиций рабочей литературы. За книгу «Ярден» Кристиан Лундберг был удостоен персональной премии имени Ивара Лу-Йоханссона в 2010 году. В 2016 году Дмитрий Воробьев был удостоен премии Андрея Белого за перевод этой книги на русский язык.